# 권한쟁의심판
권한쟁의심판(權限爭議審判, arbitration)은 국가기관 상호간이나 지방자치단체 상호간 또는 국가기관과 지방자치단체 사이에 권한이 누구에게 있는지 또는 권한이 어디까지 미치는지에 관한 다툼을 해결하기 위하여 어떤 권한이 누구에게 있고 어디까지 미치는지를 명백히 밝힘으로써 국가의 기능이 원활하게 수행되도록 하는 재판이다. 지방자치단체는 헌법 또는 법률에 의하여 부여 받은 권한이 침해되거나 침해될 우려가 있는 때에 한하여 권한쟁의심판 청구가 가능하며 부여되지 않은 권한의 경우 청구는 적법하지 않다.

## 판례
- 헌법재판소법 제61조 제2항에 따라 권한쟁의심판을 청구하려면 피청구인의 처분 또는 부작위가 존재하여야 한다. 여기서의 처분은 입법행위와 같은 법률의 제정과 관련된 권한의 존부 및 행사상의 다툼, 행정처분은 물론 행정입법과 같은 모든 행정작용 그리고 법원의 재판 및 사법행정작용 등을 포함하는 넓은 의미의 공권력 처분을 의미하는 것으로 보아야 할 것이므로, 법률에 대한 권한쟁의심판도 허용된다고 봄이 일반적이나 다만, '법률 그 자체'가 아니라 '법률제정행위'를 그 심판대상으로 하여야 할 것이다.[2]

- 피청구인의 장래처분에 의해서 청구인의 권한침해가 예상되는 경우에 청구인은 원칙적으로 이러한 장래처분이 행사되기를 기다린 이후에 이에 대한 권한쟁의심판청구를 통해서 침해된 권한의 구제를 받을 수 있으므로, 피청구인의 장래처분을 대상으로 하는 심판청구는 원칙적으로 허용되지 아니한다. 그러나 피청구인의 장래처분이 확실하게 예정되어 있고, 피청구인의 장래처분에 의해서 청구인의 권한이 침해될 위험성이 있어서 청구인의 권한을 사전에 보호해 주어야 할 필요성이 매우 큰 예외적인 경우에는 피청구인의 장래처분에 대해서도 헌법재판소법 제61조 제2항에 의거하여 권한쟁의심판을 청구할 수 있다.[3]

제3자 소송담당 사건은 국회의원과 정부간의 권한쟁의에 관한 중요 대한민국 헌법재판소 판례이다.

## 사실관계
한국정부는 쌀협상 과정에서 쌀에 대한 관세화 유예기간을 연장하는 대가로 위 나라들의 요구사항을 일부 수용하는 내용의 각 합의문을 작성하고 대통령은 국회의 동의없이 이를 체결 비준하였다. 야당 국회의원은 대통령이 이 사건 합의문을 국회의 동의없이 체결, 비준한 행위로 인해 국회의 조약 체결, 비준 동의권 및 청구인들의 조약안 심의, 표결권이 침해되었다고 주장하며 권한쟁의심판을 청구하였다.

## 심판청구의 적법여부
소위 ‘제3자 소송담당’이라고 하는 것은 권리주체가 아닌 제3자가 자신의 이름으로 권리주체를 위하여 소송을 수행할 수 있는 권능이다. 권리는 원칙적으로 권리주체가 주장하며 소송수행을 하도록 하는 것이 자기책임의 원칙에 부합하므로, ‘제3자 소송담당’은 예외적으로 법률의 규정이 있는 경우에만 인정된다.
권한쟁의심판의 청구인은 청구인의 권한침해만을 주장할 수 있도록 하고 있다. 즉 국가기관의 부분기관이 자신의 이름으로 소속기관의 권한을 주장할 수 있는 ‘제3자 소송담당’의 가능성을 명시적으로 규정하고 있지 않다.
국회의 의사가 다수결에 의하여 결정되었음에도 다수결의 결과에 반대하는 소수의 국회의원에게 권한쟁의심판을 청구할 수 있게 하는 것은 다수결의 원리와 의회주의의 본질에 어긋날 뿐만 아니라, 국가기관이 기관내부에서 민주적인 방법으로 토론과 대화에 의하여 기관의 의사를 결정하려는 노력 대신 모든 문제를 사법적 수단에 의해 해결하려는 방향으로 남용될 우려가 있다.
따라서 국회의 동의권이 침해되었다고 하여 동시에 국회의원의 심의, 표결권이 침해된다고 할 수 없고, 또 국회의원의 심의, 표결권은 국회의 대내적인 관계에게 행사되고 침해될 수 있을 뿐 다른 국가기관과의 대외적인 관계에서는 침해될 수 없는 것이므로, 국회의원들 상호간 또는 국회의원과 국회의장 사이에 같이 국회 내부적으로만 직접적인 법적 연관성을 발생시킬 수 있을 뿐이고 대통령 등 국회 이외의 국가기관과 사이에서는 권한침해의 직접적인 법적 효과를 발생시키지 아니한다.

## 교육과학기술부장관과 서울시교육감 간의 권한쟁의 사건
교육과학기술부장관과 서울시교육감 간의 권한쟁의 사건은 교육과학기술부장관과 서울특별시교육감 간의 권한쟁의에 대한 대한민국헌법재판소 판례이다.

## 사실관계
청구인이 서울특별시교육감에게 재의요구를 하도록 요청할 수 있는 일반적인 권한은 인정된다. 2012.1.9.에 한 재의요구는 서울특별시교육감의 독자적인 재의요구 권한에 근거한 것이다. 교육감의 재의요구 권한과 청구인의 재의요구 요청 권한은 중복하여 행사될 수 있는 별개의 독립된 
조례안에 대한 교육감의 재의요구 권한은 조례안의 완성에 대한 조건부의 정지적인 권한에 지나지 않으므로 시도의회의 재의결 전에는 언제든지 재의요구를 철회할 수 있다고 보아야 한다. 이런 법리에 따라 대통령이 재의요구를 철회한 전례도 있다.
따라서 청구인의 재의요구 요청 권한을 침해하였거나 침해할 현저한 위험이 있다고 볼 수 없다.
지방교육자치에 관한 법률 제28조 제1항은 교육감의 재의요구와 청구인의 재의요구 요청의 대상과 사유 및 행사기간 등 요건을 동일하게 규정하고 있는 것으로 해석하는 것이 합리적이다. 지방자치단체의 장에 대한 주무부장관의 재의요구 요청 기간을 의결사항을 이송받은 날부터 20일 이내로 규정하고 있다. 청구인의 재의요구 요청과 관계없이 교육감이 재의요구를 할 수 있는 기간은 시도의회의 의결사항을 이송받은 날부터 20일 이내로 보아야 한다. 청구인이 권한행사기간이 지난 뒤 서울특별시교육감에게 이 사건 조례안에 대한 재의요구를 요청한 것은 이미 소멸한 권한을 행사한 것으로 부적법하다. 서울특별시교육감의 재의요구가 철회된 이상 처음부터 재의요구가 없었던 것과 같게 되므로, 서울특별시교유감은 이 사건 조례안을 공포할 권한이 있다.
그러므로 서울특별시의회에 재의요구를 하지 아니한 부작위, 이 사건 조례안을 공포한 행위가 청구인의 재의요구 요청 권한을 침해하였거나 침해할 현저한 위험이 있다고 볼 수 없다.?

## 참고 문헌
- 헌법재판소 판례 2013.9.26. 2012헌라1
- 정회철, 중요 헌법재판소 판례 200, 여산, 2012.
- 김유향, 헌법중요판례250, 윌비스, 2015. ISBN 9788965386124
- 2008.9.25. 2007헌마1126
- 시민과 변호사 권한쟁의심판이란?

## 같이 보기
- 대한민국 헌법재판소
- 헌법재판소법